# Charles Édouard Lardy
Charles Édouard Lardy (né le 27 septembre 1847 à Neuchâtel et mort le 27 juin 1923 à Bevaix) est un juriste, personnalité politique et diplomate, appartenant à la première génération de diplomates professionnels suisses.

## Biographie
Lardy est le fils de Charles-Louis Lardy, avocat et député au Grand Conseil neuchâtelois et de Louise Sacc. Il étudie le droit à l'université de Heidelberg et obtient son doctorat en 1876. Il épouse Mathilde Augusta Vernes en 1872, elle lui donnera huit enfants, dont Charles Louis et Étienne Lardy, qui deviendront tous deux diplomates.
Lardy rejoint le service diplomatique en 1869 en succédant à Arnold Roth au Conseil de la Légation suisse à Paris. Il est nommé envoyé extraordinaire et ministre plénipotentiaire de la légation à Paris, prenant ainsi la succession de Johann Konrad Kern. Il conserve le poste d'ambassadeur de Suisse durant trente-quatre ans.
Par ailleurs, Lardy est colonel et juge militaire, ainsi que membre de la Cour d'arbitrage de La Haye (1902-1922) et président de l'Institut de droit international (1899 à 1902). Il représente les intérêts helvétiques lors de nombreuses conférences internationales et contribue au rayonnement de la diplomatie suisse. Il négocie notamment des accords commerciaux avec la France et d'autres pays européens, et de négociations pour l'Union latine.
En qualité d'envoyé extraordinaire et ministre plénipotentiaire auprès de l'Ambassade de Suisse en France de 1883 à 1917 et de conseiller de la légation de 1869 à 1883, Lardy passe 48 années diplomatiques à Paris. Son autorité est incontestée et ses rapports diplomatiques envoyés au Conseil fédéral ont été déterminants dans l'évaluation des événements internationaux.